# Sinfonia di morte
Sinfonia di morte (Black Zoo) è un film del 1963 diretto da Robert Gordon.
È un film horror statunitense con Michael Gough, Jeanne Cooper e Rod Lauren.

## Produzione
Il film, diretto da Robert Gordon su una sceneggiatura e un soggetto di Herman Cohen e Aben Kandel, fu prodotto da Herman Cohen per la Allied Artists Pictures e girato nei Producers Studios a Hollywood, Los Angeles.

## Distribuzione
Il film fu distribuito con il titolo Black Zoo negli Stati Uniti nel maggio 1963 al cinema dalla Allied Artists Pictures.
Altre distribuzioni:
- in Messico il 26 settembre 1963 (Fieras asesinas)
- in Francia il 9 giugno 1965 (Les fauves meurtriers)
- in Svezia il 24 gennaio 1966 (Smygande steg)
- in Italia (Sinfonia di morte)
- in Belgio (Le zoo meurtrier)
- in Brasile (Feras Assassinas)
- in Brasile (Feras Sanguinárias)
- in Spagna (Garras asesinas)
- in Grecia (Mavros tromos)

## Promozione
La tagline è: Fang and claw killers stalk the city streets!.